# Olympique Lillois
Olympique Lillois là một câu lạc bộ bóng đá Pháp đến từ thành phố Lille. Được thành lập vào năm 1902, họ sáp nhập với SC Fives vào năm 1944 để thành lập Lille OSC.

## Danh hiệu
Championnat de France
- Quán quân: 1933
- Á quân: 1936

Trophée de France
- Chiến thắng: 1914.

Championnat USFSA
- Quán quân: 1914.

Championnat USFSA Nord:
- Quán quân: 1911, 1913, 1914.

Championnat DH Nord:
- Quán quân: 1921, 1922, 1929, 1931

Coupe Peugeot:
- Chung kết: 1931.

## Huấn luyện viên
- 1931-32: Imre Nagy
- 1932-34: Robert De Veen
- 1934-35: Bob Fisher
- 1935-37: Ted Magner
- 1937-38: Steirling
- 1938-39: Jenő Konrád
- 1941-43: Georges Winckelmans
- 1943 -44: Denglos